# Joseph Jouye de Grandmaison
 (septembre 2019).
Joseph Marie Jean Jouye de Grandmaison est un homme politique français né le 16 mai 1762 à Fort-de-France (Martinique) et mort le 16 janvier 1839 à Eysines (Gironde).

## Biographie
D'ancienne noblesse de Touraine, sa famille s'établit en 1750 en Martinique.
Après des études de droit à Paris, il est avocat et revient en Martinique, où il devient, en 1793, secrétaire de l'assemblée coloniale.
Il quitte l'île après sa prise par les Anglais et se fixe à Bordeaux.
Il est élu député de la Gironde au Conseil des Cinq-Cents le 26 germinal an VI, jouant un rôle très actif au sein de cette assemblée. Opposé au coup d'État du 18 Brumaire, il se retire à Bordeaux et quitte la vie politique.

### Sources
- « Joseph Jouye de Grandmaison », dans Adolphe Robert et Gaston Cougny, Dictionnaire des parlementaires français, Edgar Bourloton, 1889-1891 [détail de l’édition]